# Gameloft
Gameloft — видавець і розробник відеоігор зі штаб-квартирою в Парижі та відділеннями в усьому світі.
Компанію заснували брати Гіємо, засновники та власники Ubisoft. Компанія створює ігри переважно для мобільних телефонів та інших пристроїв. Gameloft розробляє ігри для таких платформ, як Nintendo DS, Macintosh, PlayStation Portable, Wii, Xbox 360, Zeebo і для інших, включаючи iPhone, Android, Windows Mobile і bada (раніше для платформ Java ME, BREW та Symbian OS, а також N-Gage).

## Історія
Gameloft була заснована Мішелем Гіємо, одним із п'яти засновників Ubisoft, 14 грудня 1999 року. Станом на лютий 2009 року, Gameloft випустила понад 200 мільйонів копій своїх ігор з моменту свого IPO, а також мала 2 мільйони щоденних завантажень своїх ігор через App Store для iOS. Фінансовий директор Gameloft, Александре де Рошфор, зазначив, що ігри компанії приносили приблизно в 400 разів більше доходу на iOS, ніж на Android, частково через те, що Google не розробила свій магазин Google Play так, щоб «спонукати клієнтів фактично купувати продукти». Як результат, у листопаді 2009 року Gameloft значно скоротила свої інвестиції в розробку ігор для Android. У липні 2010 року Gameloft замість цього спробувала продавати ігри для Android безпосередньо через свій вебсайт, уникаючи використання Google Play.

## Найпопулярніші ігри
- Серія Asphalt
- Disney Dreamlight Valley
- Серія Assassin's Creed
- Серія Block Breaker Deluxe
- Серія Brain Challenge
- Серія Dungeon Hunter
- Серія CSI
- Driver L.A. Undercover
- Far Cry 2
- Серія Gangstar
- Серія Guitar Rock Tour
- Серія Midnight Pool
- Серія Modern Combat
- Серія New York Nights
- Серія Nitro Street Racing
- Серія Prince of Persia
- Серія Real Football
- Серія Sexy Poker
- Серія Shrek
- Серія Tom Clancy's Splinter Cell
- Серія XIII